# مارغريت هورتون بوتير
مارغريت هورتون بوتير (بالإنجليزية: Margaret Horton Potter)‏ هي مؤلفة أمريكية، ولدت في 20 مايو 1881 في شيكاغو في الولايات المتحدة، وتوفيت في 22 ديسمبر 1911.